# Комисия за регулиране на съобщенията
Комисията за регулиране на съобщенията (съкратено КРС) в Република България е специализиран независим държавен орган, който е натоварен с функцията да регулира и контролира осъществяването на електронните съобщения и пощенските услуги.
Тя е националният регулатор на сектора на телекомуникациите от 2001 г. и е оправомощена да прилага законите, определящи развитието на електронните съобщения (Закон за електронните съобщения, Закон за електронния документ и електронния подпис, Закон за радиото и телевизията и др.).
КРС играе определяща роля при формирането на пазарите на мобилна и фиксирана телефония, достъп до интернет, разпространение на радио и телевизионни програми, както и на пощенските услуги.

## История
Комитетът по пощи и далекосъобщения (КПД) е орган на Министерския съвет за провеждане на държавната политика и функциите по регулиране в областта на пощите и далекосъобщенията. Работи в периода 1992 – 1998 г., като заменя съществувалия дотогава Комитет по съобщения и информатика.
Държавната комисия по далекосъобщения (ДКД) работи от 1998 до 2001 г., след което дейността по регулиране на съобщенията преминава към Комисията за регулиране на съобщенията (КРС), която вече е държавна институция извън изпълнителната власт.